# 佐々木宗實 (画家)
佐々木 宗實（ささき もとみ、1948年 - ）は、日本生まれの画家であり、新制作協会の絵画部会員として活動する人物である。宮城県古川市（現：大崎市）出身で、1966年に宮城県古川高等学校を卒業し、1969年に日本美術学校油絵科を修了した。

## 時代背景と画風の特徴
佐々木が生まれた1948年は、第二次世界大戦終戦後の混乱期にあたる。日本は戦後復興の途上にあり、美術界もまた大きな変革の時代を迎えていた。戦前の伝統的な日本画・洋画に加え、戦後は前衛芸術や抽象表現が台頭し、美術界は多様化していった。1950年代～60年代にかけて、日本では具体美術協会などが登場し、新しい表現が模索された。1970年代に入ると、高度経済成長期を背景に日本の美術界も安定し、写実表現や抽象画など多様な作品が発表されるようになった。佐々木が新制作展に初入選した1973年は、まさにこのような時代にあたる。新制作協会は、戦前から続く革新的な美術団体として、伝統にとらわれない新たな表現を模索し続けており、佐々木もその一員として活動を展開した。

### 画業と受賞歴
1973年、新制作展に初入選。その後、1981年に日伯現代美術展で日伯賞を受賞し、1984年と1987年の新制作展では新作家賞を受賞した。1996年にほ新制作協会の会員に推挙され、以後も精力的に活動を続けている。また、個展も多数開催しており、2007年、2012年には銀座の光画廊で、2009年、2013年、2016年、2018年には仙台三越で個展を行った。さらに宮城県大崎市の大崎市図書館や市役所、広域消防本部などに作品が所蔵されている。

### 作品の特徴と傾向
佐々木の作品は、主に花々や室内風景を題材としており、繊細な筆致と柔らかな色彩が特徴である。戦後日本の美術界において、抽象画や前衛美術が隆盛を誇る中、佐々木は具象表現に重点を置き、ノスタルジックで温かみのある情景を描き続けた。特に彼の作品には郷愁を感じさせる要素が多く含まれており、戦後の混乱期に生まれ、経済成長と共に歩んできた世代ならではの感性が反映されている。華やかな装飾性を持ちながらも、どこか静謐で心を落ち着かせる作風は、多くの鑑賞者に愛され続けている。

## 影響と遺産
佐々木宗實は、新制作協会の一員として日本の美術界で長年活躍し、戦後の混乱期から高度経済成長、そして現代に至るまで、一貫して具象表現に取り組んできた画家である。時代の流れの中で変化し続ける美術の潮流において、彼の作品は独自の存在感を放ち、静かに人々の心に寄り添い続けている。

## 受賞歴
- 1973年 - 新制作展 初入選
- 1981年 - 日伯現代美術展 日伯賞
- 1984年 - 新制作展 新作家賞受賞（協友推挙）
- 1987年 - 新制作展 新作家賞受賞